# 城市塔 (贝加莫)

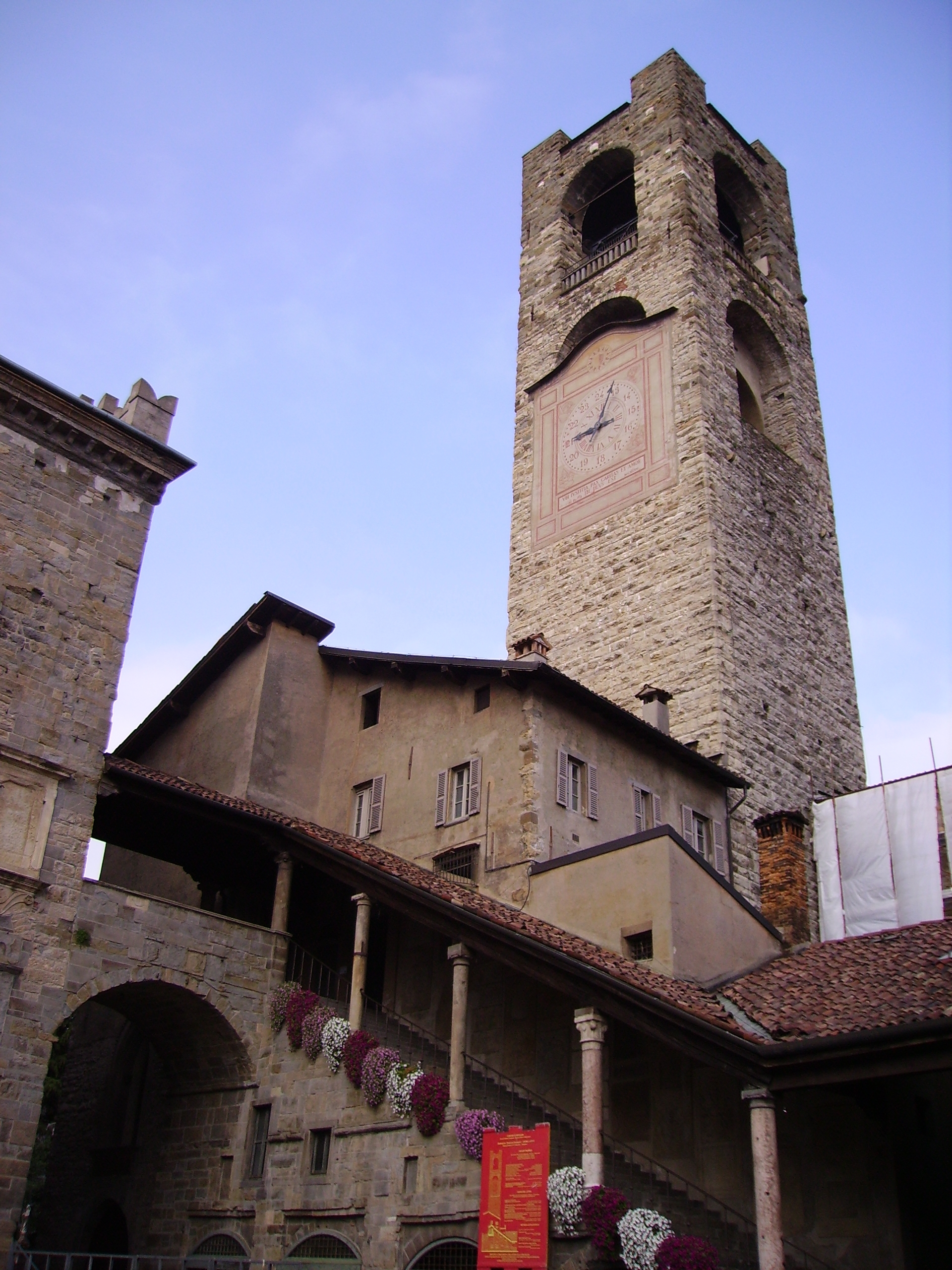

城市塔（Torre Civica）是贝加莫的一座历史建筑，位于该市的上城（Città Alta），即山上被威尼斯城墙（Mura Venete）环绕的部分。它与毗邻的 理性宫和执政官宫（Palazzo del Podestà）均位于老广场（Piazza Vecchia），数百年来这里一直是城市的政治中心。
其典型的中世纪特性，使之成为该市的主要古迹之一，在上城的天际线中清晰可见。从塔上可以近观城市的政治中心老广场和宗教中心主教座堂广场这两个地方，还可以远观下城、全市美景，乃至周围的平原和阿尔卑斯山山麓。

## 历史
该塔始建于11-12世纪之间，最初属于Suardi家族，是那个时代最强大的家族之一，属于皇帝党。后来由市政厅收购。

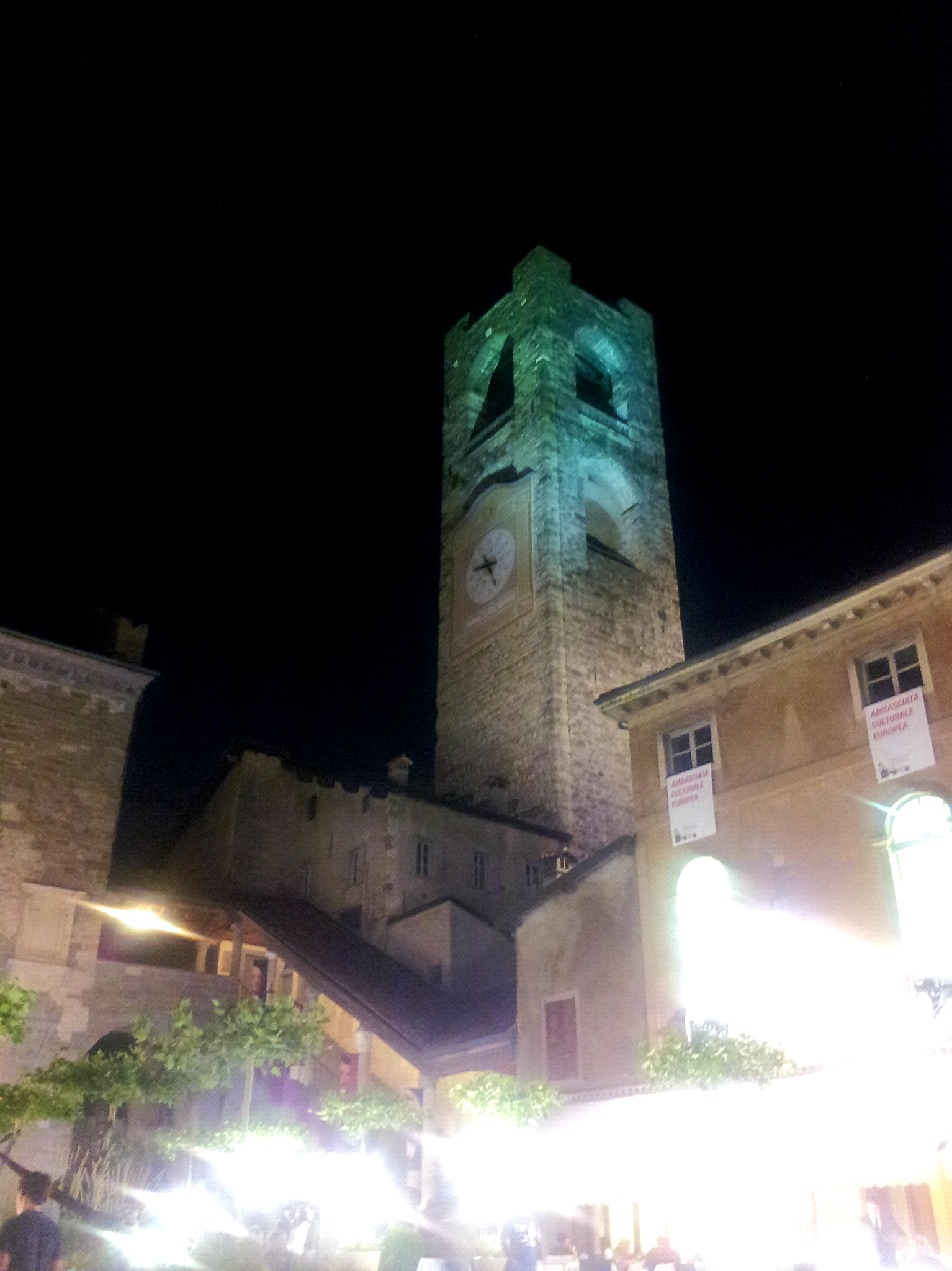
夜间

由于附近古迹众多，在20世纪下半叶，该建筑成为旅游景点，引入电梯。